# Neroccio di Bartholomeo di Benedetto de’ Landi

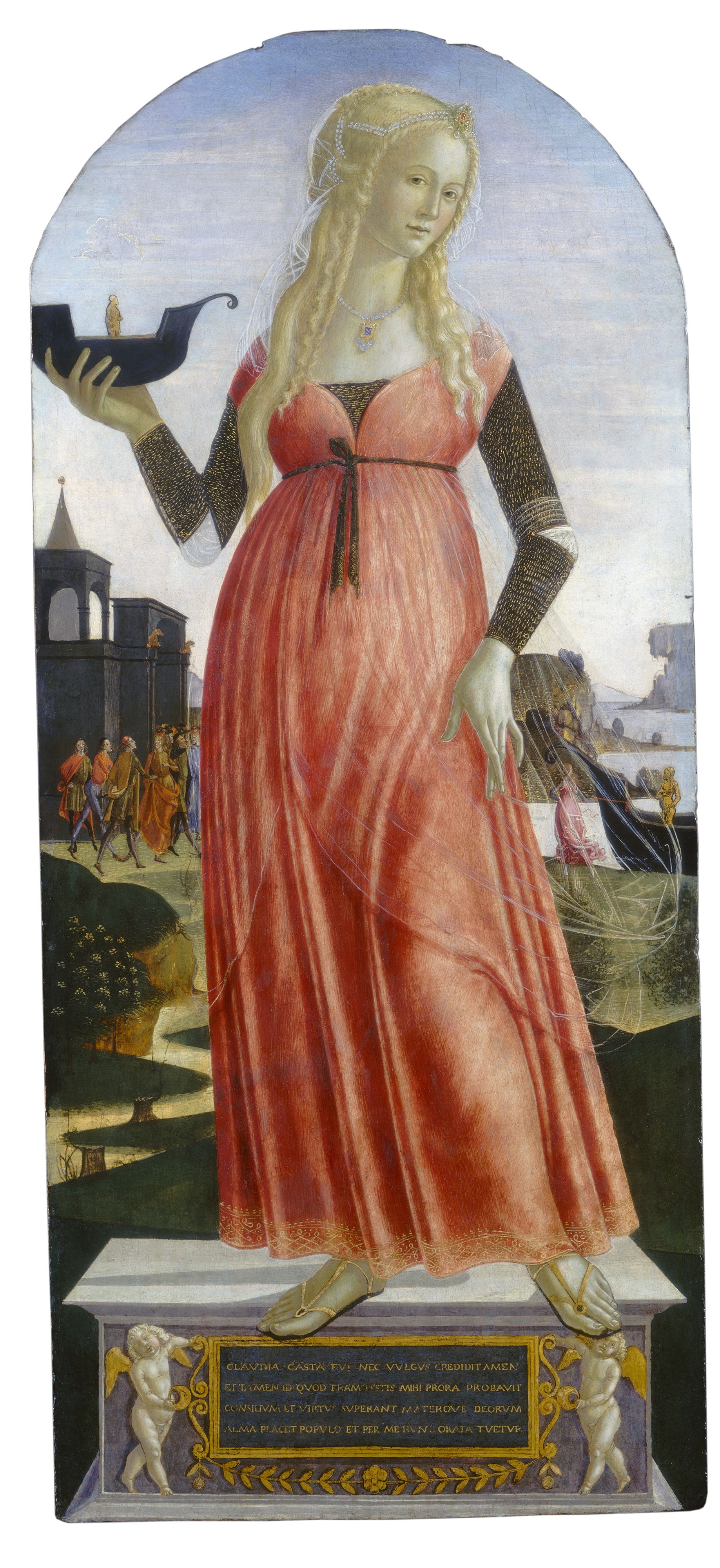
Bild der Claudia Quinta von Neroccio

Neroccio di Bartholomeo di Benedetto de’ Landi (* 1447 in Siena; † 1500 ebenda), genannt Neroccio, war ein italienischer Maler und Bildhauer aus der Schule von Siena.

## Leben
Neroccio war ein Schüler des Vecchietta und arbeitete viele Jahre (1467–1475) in Werkstattgemeinschaft mit Francesco di Giorgio zusammen.

## Werke
- Drei Episoden aus dem Leben des Hl. Benedikt (Galleria degli Uffizi, Florenz) 1475
- Triptychon Madonna, Hl. Michael und Hl. Bernardino 1476
- Porträt einer blonden Dame (National Gallery of Art Washington, D. C.) 1490
- Madonna mit 6 Heiligen, (Pinacoteca Nazionale di Siena) 1492
- Madonna mit Jesus, Johannes dem Täufer und Maria Magdalena (Indianapolis Museum of Art, Indianapolis) 1495
- Madonna col Bambino tra i Santi Paolo, Giacomo, Pietro, Luigi e Lodovico (Pieve della Santissima Annunziata, Montisi) 1496